# Synomera cyllarus
Synomera cyllarus är en fjärilsart som beskrevs av William Schaus 1916. Synomera cyllarus ingår i släktet Synomera och familjen nattflyn. Inga underarter finns listade i Catalogue of Life.